# フォルシュマーク

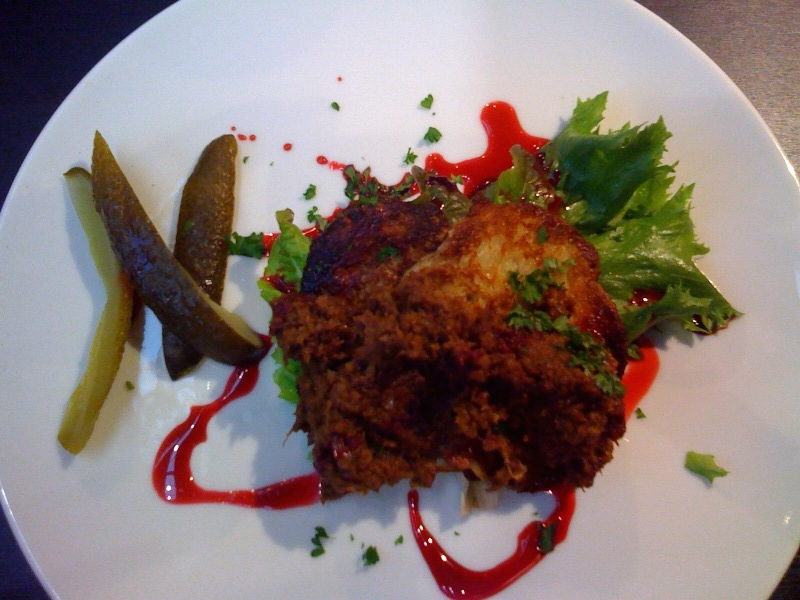
フォルシュマーク

フォルシュマーク（ロシア語: форшмак, ポーランド語: forszmak, イディッシュ語: פאָרשמאק）とは、ロシア語で、刻みニシンの前菜、あるいは刻みニシンにマッシュポテト・玉葱のみじん切りを加えたパイの一種。
フォルシュマークとはもともと「前菜」という意味である。ロシア語となっているが、姉妹語であるドイツ語 der Vorschmack, Vorgeschmack は現在「前触れ」という意味でしかない。ドイツ語ではフォーアシュマクのような発音である。
初めは前菜として食べる炒めニシン料理であったが、ユダヤ教徒の料理に入り、刻みニシンから作る生の前菜に姿を変え、典型的なユダヤ教徒の料理となっている。茹でたジャガイモをつけて、朝食の基本的な料理によく使われる。